# Efraim Oloff (duchowny)
Efraim Oloff (ur. 27 sierpnia 1685 pod Warszawą, zm. 15 czerwca 1735 w Toruniu) – duchowny luterański, uczony toruński.

## Życiorys
Efraim Oloff pochodził z rodziny o korzeniach duńskich, osiadłej w Grudziądzu. Jego ojcem był toruński pastor Marcin Oloff, a matką Konkordia Kersten. W latach 1694–1706 kształcił się w Gimnazjum Akademickim w Toruniu, a w latach 1706–1712 w Lipsku, gdzie studiował teologię.
W latach 1712–1713 nauczał w Gimnazjum Akademickim w Toruniu, gdzie był pierwszym profesorem języka polskiego. Poza tym udzielał prywatnych lekcji hebrajskiego kandydatom na kaznodziejów, oraz wykładał historię i geografię. W 1713 przeniósł się do Elbląga, gdzie został kaznodzieją polskim i niemieckim. W Elblągu dalej nauczał języka polskiego. Wydał tam w 1713 r. druk w języku polskim pt. Potrzebne o żywot wieczny się staranie. W 1714 ożenił się z Krystyną Grass, córką kupca elbląskiego.
W 1721 r. Efraim Oloff powrócił do Torunia, gdzie otrzymał stanowisko pastora i kaznodziei polskiego i niemieckiego w kościele Świętej Trójcy na Nowym Mieście. Jako gorliwy luteranin wielokrotnie ostro występował przeciw polskim kołom katolickim. W czasie tzw. tumultu toruńskiego w 1724 r. został posądzony o napisanie antykatolickiego paszkwilu, a jezuici uznali go za jednego z inicjatorów tumultu i oskarżyli o podburzanie uczniów z Gimnazjum. W tej sytuacji musiał przejściowo schronić się, wraz z seniorem zboru toruńskiego Krzysztofem Henrykiem Andrzejem Geretem, w Prusach Książęcych. Sąd asesorski skazał ich na wygnanie, jednak król wydał dla nich list żelazny i w początku 1725 r. Oloff wrócił do Torunia.

## Działalność naukowa
Oloff był także naukowcem zajmującym się bibliografią oraz posiadał pasję kolekcjonerską. Jako erudyta był on najwybitniejszym uczniem i kontynuatorem prac Marcina Böhma. Oloff zajmował się badaniami dotyczącymi toruńskiej oświaty i dziejów reformacji w Toruniu. Wiele z zebranych przez niego materiałów pozostało w rękopisach, a niektóre zaginęły. Wśród zaginionych rękopisów Oloffa znalazła się niezwykle interesująca praca dotycząca dziejów drukarstwa polskiego, z której korzystał Joachim Lelewel. Niektóre z prac Oloffa ukazały się drukiem. W 1727 r. w Toruniu ogłosił on zbiorek, który niestety nie zachował się, pt. Pieśni niektóre z niemieckiego na język polski przetłumaczone... W następnym roku wznowił wydaną przez Samuela Dambrowskiego Postyllą chrześciańską, stanowiącą przez długi czas najpoczytniejszy druk na Śląsku i wśród luterańskich Mazurów w Prusach, służącą też, jako podręcznik do nauki języka polskiego.
Interesował się polską pieśnią kościelną. Uczestniczył w przygotowywaniu do druku wydanego w Lipsku w 1728 r. zbioru pt. Kancyonał Toruński to jest pieśni chrześciańskie... Największym osiągnięciem Oloffa było przygotowanie wielkiego dzieła historycznego o hymnologii polskiej. Dzieło to, zatytułowane Polnische Liedergeschichte von polnischen Kirchengesängen und dererselben Dichtern und Übersetzern... (Historia pieśni polskich, o polskich pieśniach kościelnych, ich autorach i tłumaczach...'), zostało wydane już po śmierci autora w 1744 r. w Gdańsku. Obejmowało całość polskiej pieśni kościelnej: katolickiej, luterańskiej, kalwińskiej i ariańskiej.
Efraim Oloff, podobnie jak jego ojciec, zgromadził bogaty księgozbiór. Składał się on w przeważającej mierze z dzieł teologicznych, w tym licznych poloników. Zbiory te zostały sprzedane po jego śmierci. Jego synem był Efraim Oloff.